# Ballet Shoes (Film)
Ballet Shoes ist ein britischer Familienfilm aus dem Jahr 2007, dessen Regie Sandra Goldbacher übernahm. Emilia Fox spielt die Waise Sylvia Brown, die mit ihrer Betreuerin Nana (Victoria Wood) im Haus ihres Onkels (Richard Griffiths) eine neue Heimat findet. Dort zieht sie auch mit Nanas Hilfe Pauline (Emma Watson), Petrova (Yasmin Paige) und Posy (Lucy Boynton) groß, als der Onkel als verschollen gilt.
Die Verfilmung beruht auf dem gleichnamigen Roman von Mary Noel Streatfeild, der 1936 erschien, und in der englischen Jugendbuch-Literatur als Klassiker gilt. Die Erstausstrahlung des Films fand am 26. Dezember 2007 im Programm des Senders BBC One statt.
Bereits 1975 hatte die BBC in Zusammenarbeit mit dem Regisseur Timothy Combe eine ebenfalls dem Roman zugrunde liegende Fernsehserie unter demselben Titel produziert.

## Handlung
Als die Eltern der jungen Sylvia Brown sterben, kommt sie zusammen mit ihrer Betreuerin Nana ins Haus ihres Onkels Matthew Brown, eines begeisterten Paläontologen, der ihr einziger lebender Verwandter ist. Brown ist viel auf Reisen, schickt Sylvia aber Briefe und Geschenke und kommt Weihnachten fast immer in sein Haus zurück, sodass eine Bindung zwischen beiden entsteht. Als einige Jahre vergangen sind, bringt er zum Weihnachtsfest eine ganz besondere Überraschung mit, ein kleines Waisenmädchen, das mit seinen Eltern auf der Titanic war. Die Eltern sind ertrunken. Sie bekommt den Namen Pauline Fossil. Im Jahr 1921, die kleine Pauline ist gerade einmal zwei Jahre alt, bringt er ein weiteres Kleinkind aus Wladiwostok mit, dessen Mutter bei der Geburt starb und dessen Vater sich zu Tode geschuftet hat. Man nennt sie Petrova Fossil. Zwei Jahre später kommt ein drittes Mädchen hinzu, dessen Mutter, eine Balletttänzerin, weder Zeit noch Geld hat, sich um das Kind zu kümmern. Sie hat ihrer Tochter rosa Ballettschuhe mitgegeben. Das Mädchen bekommt den Namen Posy Fossil.
Dann bricht Matthew Brown zu einer größeren Expedition auf und versichert seiner Nichte, dass genug Geld für die nächsten fünf Jahre auf der Bank sei. Zum Weihnachtsfest schickt er noch einmal drei verschiedene wertvolle Ketten für die Kinder; das ist das letzte, was man von ihm hört. Während der Großen Depression wird das Geld immer knapper, sodass es Sylvia nicht länger möglich ist, das Schulgeld für Pauline und Petrova zu bezahlen. Daher beschließt sie, die Mädchen selbst zu unterrichten und zusätzlich Pensionsgäste in dem geräumigen Haus aufzunehmen. So kommen die Tanzlehrerin Theo Dane, der sich mit Autos beschäftigende John Simpson sowie die Akademikerinnen Dr. Smith und Dr. Jakes, die inzwischen im Ruhestand sind, ins Haus. Beeinflusst von den Professorinnen legen die drei Mädchen ein Gelübde ab, das sie jeweils zu ihren Geburtstagen und an Weihnachten wiederholen und das besagt, dass ihr Name Eingang in die Geschichte finden möge, weil er ganz allein ihnen gehöre und niemand auf ihre Großväter verweisen könne.
Die älteren Fräulein bieten sich an, die Mädchen kostenlos in Mathematik und Literatur zu unterrichten und so zur Entlastung Sylvias beizutragen. Auf Empfehlung von Theo Dane stellen sich Pauline, Petrova und Posy an der Akademie für Tanz- und Theaterausbildung vor, wo die Leiterin, Madame Fidolia, vor allem Gefallen an Petrova findet, die genau wie sie selbst russische Wurzeln hat. Petrova hat jedoch einen anderen Traum, sie ist technikbegeistert und träumt davon, eines Tages zu fliegen, genau wie die berühmte britische Pilotin Amy Johnson, da sie fasziniert ist von der Vorstellung, dass es am Himmel Straßen gibt. Pauline und Posy mögen den Theaterbetrieb. Pauline bekommt sogar alsbald die Möglichkeit, für die Rolle der Alice vorzusprechen. Sie bekommt die Rolle, was Winifred Bagnall, die ebenfalls vorgetanzt hat, ungerecht findet. Sie ist der Ansicht, dass Pauline aufgrund ihres Aussehens immer den Vorzug erhalten werde. Die Premiere wird ein voller Erfolg, ebenso wie die weiteren Vorstellungen. Dann jedoch benimmt Pauline sich ungebührlich gegenüber dem Theaterleiter Mr. French und gegenüber ihrer Zweitbesetzung Winifred, woraufhin ihr die Rolle entzogen und an Winifred gegeben wird.
Petrova, das sensibelste der drei Mädchen, macht sich derweil Sorgen um Sylvia, die viel hustet und ganz offensichtlich krank ist, das aber ignoriert, da sie für die Mädchen sorgen muss und will. Madame Fidolia hat inzwischen erkannt, dass nicht Petrova, sondern Posy die begabteste der drei im klassischen Balletttanz ist und fördert das Kind nach Kräften. Als bald darauf Mitwirkende für Shakespeares Sommernachtstraum gesucht werden, stellen sich auch die Fossil-Mädchen vor, da sie bei einem Engagement auch zum Familieneinkommen beitragen könnten. Pauline bekommt eine große und Petrova eine kleine Rolle. Das Stück wird ein Riesenerfolg vor ausverkauften Häusern. Petrova macht Pauline jedoch klar, dass sie kaputtgehe, wenn sie weiterhin auf der Bühne stehen müsse, sie habe das nur getan, um zum Lebensunterhalt beizutragen, ihr Traum sei jedoch ein anderer.
John Simpson ist Sylvia inzwischen ein guter Freund geworden, auch wenn sie mehr in ihm sieht, was sie ihm aber nicht zu zeigen wagt. Als sie ihn per Zufall mit Theo Danes in seinem Zimmer lachen hört, weint sie bittere Tränen. Für Pauline geht es weiter auf der Erfolgsleiter, sie macht Probeaufnahmen beim Film. Posy passt inzwischen in die Schuhe ihrer Mutter und tanzt die Cinderella. Aber auch die Gage der Kinder sowie das Geld der Pensionsgäste reichen nicht länger aus, um das große Haus zu halten. Sylvias Onkel ist inzwischen zwölf Jahre abwesend und für tot erklärt worden. Als Madame Fidolia während einer Ballettaufführung einen Schlaganfall erleidet, ist das für Posy eine Katastrophe, da sie ihre weitere Tanzausbildung gefährdet sieht. Sylvia indes hat beschlossen, Pauline und Posy nicht mehr auftreten zu lassen, und begründet das damit, dass ihr ungeheurer Ehrgeiz alle guten Eigenschaften in ihnen zerstöre. Posy reißt daraufhin aus und spricht bei Valentin Manoff vor, der ein berühmtes Ballett in der Tschechoslowakei leitet. Pauline beschließt daraufhin, das Vertragsangebot von United Artists entgegen ihrer Überzeugung anzunehmen, um Posy ihren Traum zu ermöglichen und Sylvia ins warme Klima von Kalifornien schicken zu können, damit sie wieder gesund wird.
Aber eine große Überraschung ändert alles, der Onkel kehrt zurück, sodass Pauline weiter beim Theater lernen kann. Er stellt fest, dass man einen Filmstar und eine Balletttänzerin in der Familie habe und will von Petrova wissen, was ihr Traum sei. Als er nach ihrer Antwort meint, er könne sicher ein paar Flugstunden mit Amy Johnson arrangieren, da er sie kenne, ist jemand sehr glücklich. Und auch auf Sylvia wartet noch eine weitere Überraschung. John Simpson hat nur Tanzstunden bei Theo Danes genommen, um Sylvia mit einem Tanz und dem entsprechenden Lied mitzuteilen, was er ihr nicht zu sagen gewagt hat. Bald darauf heiraten beide.

## Produktion

### Drehorte, Produktionsnotizen

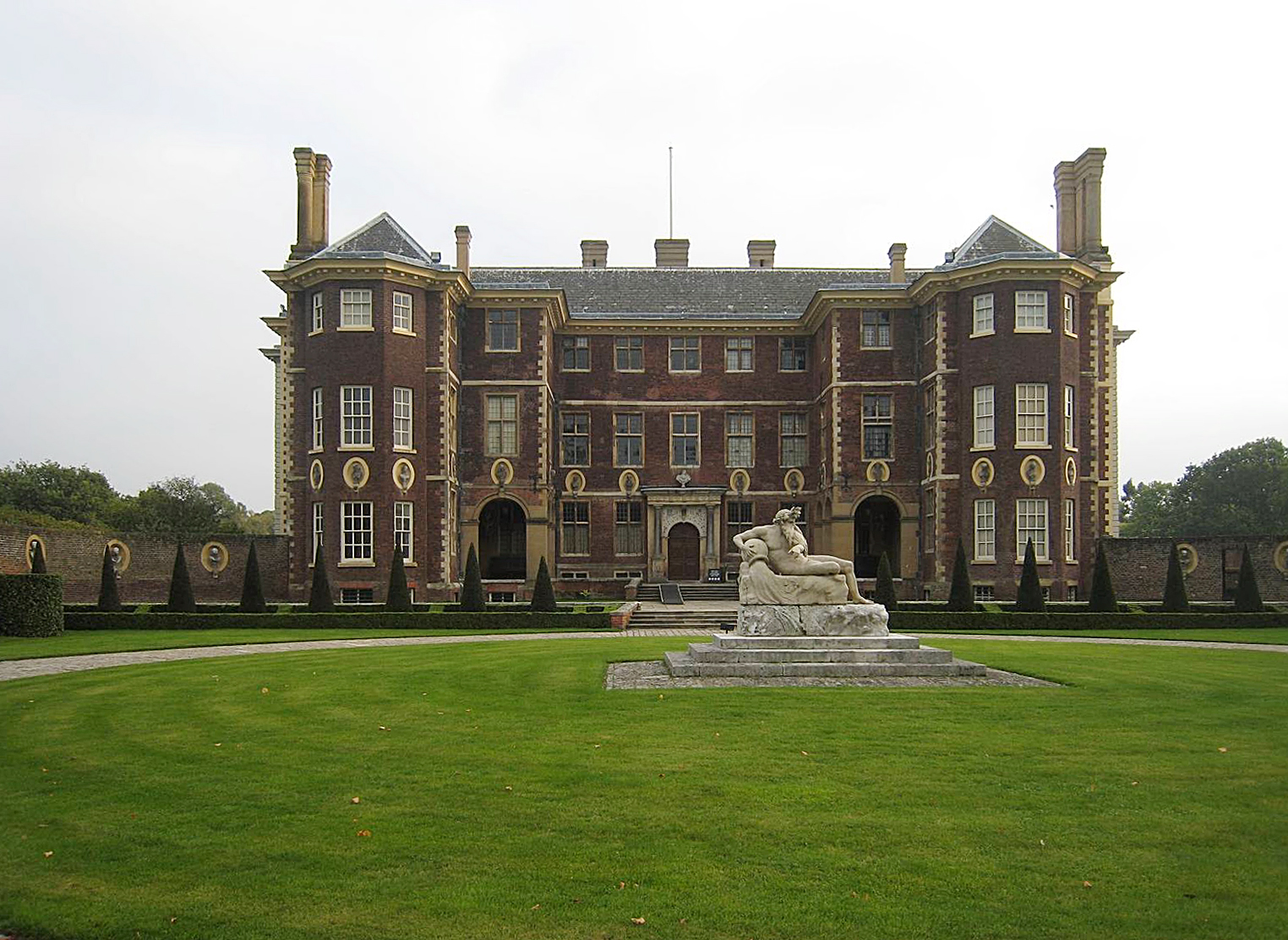
Ham House, einer der Drehorte des Films

Gedreht wurde in Bloomsbury, im Ham House, in Richmond, in der Grafschaft Surrey, im New Wimbledon Theatre, in der Straße „The Broadway“, in Wimbledon, in London, im Richmond Theatre, im Restaurant „The Green“ sowie den Pinewood Studios nahe Iver Heath und in Buckinghamshire, allesamt Vereinigtes Königreich.
Die deutsche Synchronisation übernahm die Synchronfirma DMT – Digital Media Technologie GmbH, Hamburg, Dialogbuch: Klaus Schönicke, Dialogregie: Dr. Gerhard Graf.
Produziert wurde der Film von der BBC/Granada Productions.
Emilia Fox spielt die Rolle der Sylvia Brown. Emilias Mutter, Joanna David, spielte bereits in der 1975er-Verfilmung von Ballet Shoes durch die BBC mit. Sie war seinerzeit in der Rolle der Theo Danes zu sehen.
Emma Watson, Richard Griffiths und Gemma Jones spielten allesamt bei den Verfilmungen der Harry-Potter-Romane mit. Dort verkörperten sie die Charaktere Hermine Granger, Onkel Vernon Dursley bzw. Madam Poppy Pomfrey.
Emma Watsons trat in diesem Film erstmals in einer Rolle außerhalb der Harry-Potter-Filme auf. Die Zwillingsmädchen Lucy und Nina Watson, die die junge Pauline spielen, sind Emma Watsons jüngere Halbschwestern. Sie sind jedoch nur auf der ungeschnittenen DVD-Version des Films zu sehen.

### Soundtrack
- Begin the Beguine von Cole Porter
- Dance of the Sugar Plum Fairy (dt. Tanz der Zuckerfee) aus Tschaikowskis Ballett Der Nussknacker
- I Got Rhythm von George Gershwin (Musik) und Ira Gershwin (Text)
- Life is Just a Bowl of Cherries von Ray Henderson (Musik) und Buddy G. DeSylva und Lew Brown (Text)
- A Pretty Girl is Like a Melody von Irving Berlin

### Veröffentlichung
Die Erstausstrahlung des Films erfolgte am 26. Dezember 2007 im Vereinigten Königreich beim Sender BBC One. Am 30. Dezember 2007 lief der Film in Kanada. Am 7. Januar 2008 wurde er in Europa auf DVD veröffentlicht.
In den USA kam er am 26. August 2008 in limitierter Auflage in einige Kinos. Am 2. September 2008 hatte er in den USA DVD-Premiere. Am 1. November 2008 wurde er in Polen gezeigt. Mit einer deutschen Tonspur erschien er erstmals am 13. November 2008 auf DVD, herausgegeben von der KSM GmbH, sowie am 20. Februar 2012 in einer Blu-ray-Version. Am 25. Dezember 2008 wurde er in Italien gezeigt, am 5. Mai 2009 in Frankreich und am 18. August 2010 in Finnland, wo er in Form einer DVD-Veröffentlichung Premiere hatte.
Vermarktet wurde er außerdem in folgenden Ländern: Argentinien, Brasilien, Tschechische Republik, Griechenland, Russland und Slowenien.

## Rezeption

### Kritik
Die Deutsche Film- und Medienbewertung (FBW) urteilte: „Ballet Shoes nimmt die liebenswerte Geschichte des britischen Kinderbuchklassikers von 1937 mit viel Gefühl für ein stimmiges Setting auf.“ Weiter hieß es: „Mit durchgängig überzeugenden Jungdarstellern wie Emma Watson (Harry Potter), hochwertigen Kostümen und herrlich choregoraphierten Tanzsequenzen gelingt ein märchenhafter Familienfilm. Wundervoll charmante Unterhaltung!“ Die Geschichte werde „jugendgerecht im klassischen Stil filmisch umgesetzt“ und trage „der Zeit der Erzählung“, an die sie „angepasst“ sei, Rechnung.
Kino.de sprach von einer „charmanten und gut ausgestatteten BBC-Adaption eines erfolgreichen britischen Jugendbuches. Ohne Kitsch und Rührseligkeit, dafür mit einer gesunden Prise britischer Ironie entfalte[] sich ein Familien- und Epochenbilderbogen, in dem sowohl kindliche als auch erwachsene Probleme mit der nötigen Portion Einfühlungsvermögen behandelt werden“. Abschließend hieß es: „Nicht nur wegen ‚Harry Potter‘-Hermine Emma Watson ein Tipp für Mädels aller Altersklassen.“
Videobuster bestätigte der Verfilmung, dass sie „bezaubernd und literaturnah“ von der Regisseurin Sandra Goldbacher umgesetzt und „hervorragend besetzt“ sei.
Auch das Lexikon des internationalen Films hatte nichts auszusetzen und bescheinigte dem Film: „Ansprechender Familienfilm über die Verwirklichung von Träumen. Die Verfilmung eines Jugendbuchs aus dem Jahr 1936, erzählt mit zurückhaltender Ironie.“
Bei freudeamfilm war zu lesen, dass die schauspielerischen Leistungen „sehr gut“ seien. „Befremdlich“ sei es jedoch, dass „drei Darsteller (Richard Griffiths, Emma Watson und Gemma Jones) aus den Harry-Potter-Filmen bekannt“ seien. Gelobt wurde die „musikalische Untermalung von Kevin Sargent, die auf dem Ballett-Stück Tanz der Zuckerfee basiert“ und auch Regie und Kameraarbeit seien „für eine Fernsehproduktion auf hohem Niveau“. Bemängelt wurde, dass die Geschichte „nach ungefähr zwei Dritteln“ nicht mehr wirklich wisse, wo sie eigentlich hin wolle, weshalb sich alles „in einem sehr unglaubwürdigen Happy-End auflös[e]“.

### Auszeichnungen
Prädikat „Wertvoll“ der Deutschen Film- und Medienbewertung